# Kikutarō Baba
Pour l’article homonyme, voir Baba.
Kikutarō Baba (馬場 菊太郎, Baba Kikutarō) est un malacologue  japonais, né le 11 juillet 1905 dans la préfecture de Fukuoka à Kyūshū et mort le 30 novembre 2001.
Spécialiste des Opisthobranchia, il est professeur de biologie à l’université d'Osaka de 1949 à 1971.

## Liste partielle des publications
- 1952 : avec Takeo Abe (1909-1978), Notes on the opisthobranch fauna of Toyama bay, western coast of middle Japan. Saishu to Shiiku 14 (9) : 260-266. [en japonais].